# South Summit

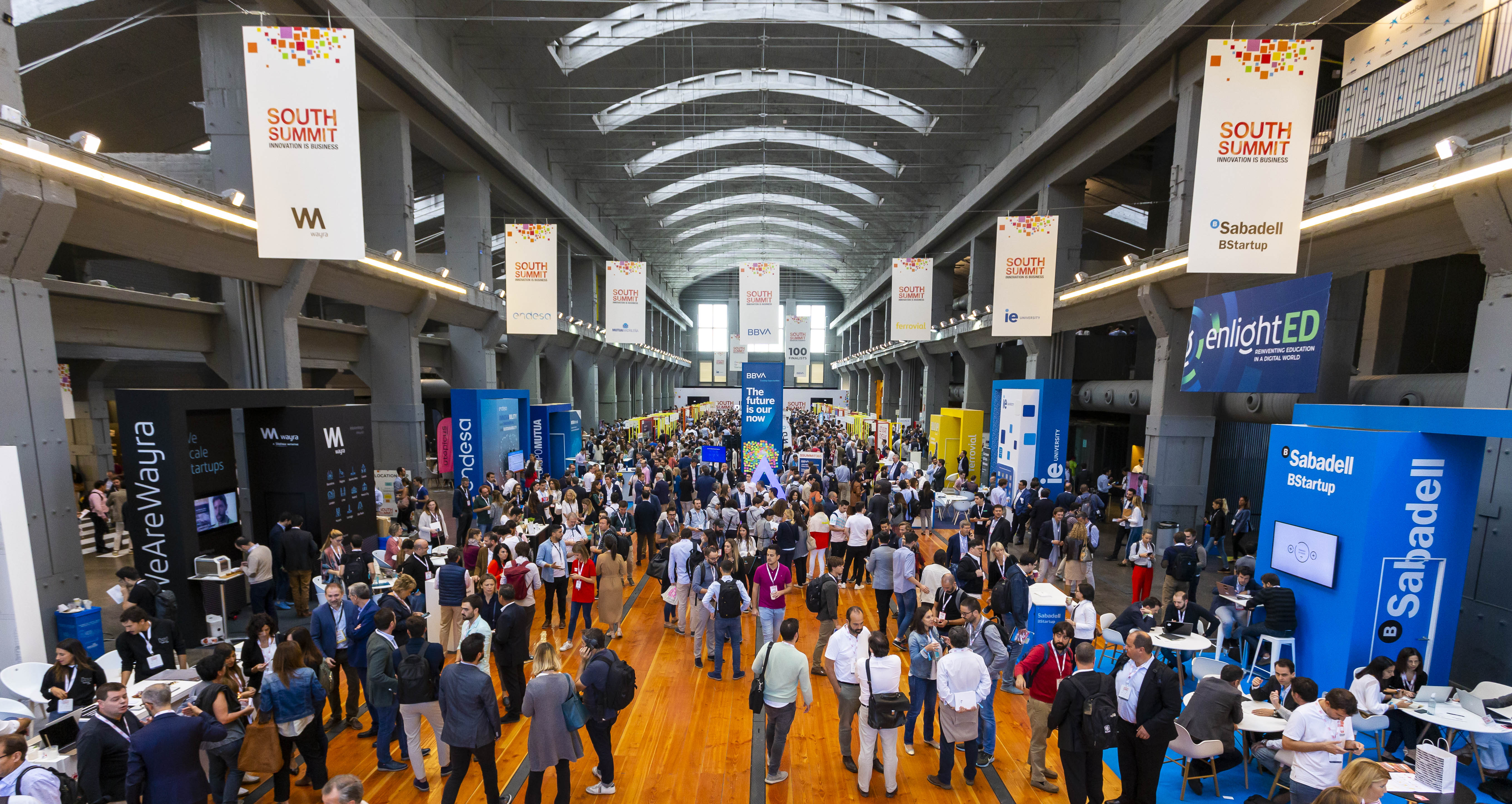
South Summit 2019 (La Nave, Madrid)

South Summit es una plataforma global de innovación abierta que conecta startups, corporaciones e inversores con foco en la creación de oportunidades de negocio. 
El encuentro consta de una serie de conferencias y paneles de diversas temáticas con expertos mundiales de primer nivel en cada área, un área de marketplace (donde las diferentes empresas muestran sus productos al público), talleres formativos, y reuniones personales entre inversores, startups, corporaciones e instituciones que las soliciten. 
Durante estas jornadas, es habitual encontrar a fundadores, CEOs y altos cargos de las mayores empresas del mundo hablando sobre estrategias empresariales, emprendimiento, financiación y otras nuevas formas de negocio.
A lo largo del año desarrollan diferentes encuentros alrededor del mundo. Todos ellos, aunque con diferentes temáticas, tienen un mismo foco en común; la creación de oportunidades de negocio.[cita requerida]

## Historia
South Summit fue creado junto al IE Business School en 2012 por María Benjumea Cabeza de Vaca. En un momento en el que la crisis golpeaba con fuerza el país. Este proyecto nace de una fuerte convicción de que los emprendedores serían la fuerza motriz de la economía, y que era necesario crear una plataforma donde mostrar al mundo el talento, la innovación y las oportunidades de negocio. Inicialmente bajo el nombre de Spain Startup & Investor Summit (SSIS), en 2014 cambió su nombre al actual South Summit al abrirse a mercados internacionales de Latinoamérica y del sur de Europa. 
Actualmente, Spain Startup es la sociedad que organiza y lleva a cabo el South Summit cada año. En la actualidad (octubre de 2016) sigue dirigida por María Benjumea.[cita requerida]

## Competición de Startups
Además de las conferencias y los puntos de encuentro y networking, cada año se desarrolla la competición de startups de South Summit. En ella, miles de emprendedores compiten por hacerse con el galardón de mejor startup del año, lo que les permite posicionarse como una apuesta sólida de inversión para fondos Venture Capital y Business Angels. 
La competición consta de diferentes fases clasificatorias. En primer lugar, se abre la inscripción a nivel mundial para que startups de cualquier tamaño, estado de financiación o parte del mundo se apunten a dicha competición. En una primera fase de selección, un equipo de más de 100 expertos en el mundo de los negocios (inversores, CEOs, innovadores, etc.) buscan y analizan las cualidades de cada proyecto y las clasifican en diferentes tracks o categorías que representan las principales industrias. En una segunda fase, se preseleccionan un total de 100 startups que competirán por tracks como finalistas durante los días del evento. Durante el evento, cada startup tiene la posibilidad de presentar sus proyectos ante el público de South Summit y el jurado especializado. 
El ganador de cada track va a la ronda final, donde compiten frente a un jurado compuesto por inversores y altos cargos de corporaciones para elegir al ganador global South Summit.
Además del premio como mejor startup a nivel mundial se nombran otros 3 ganadores que premian; La Startup más disruptiva, el proyecto más escalable, y a la startup formada por el mejor equipo. Además de los premios de la competición, la propia participación abre innumerables puertas a los emprendedores a la hora de establecer sinergias con otras empresas o encontrar inversores, convirtiéndose así el South Summit en un ecosistema perfecto en el que emprendedores e inversores ven cubiertas sus necesidades a diferentes niveles.